# Lauren Smith (badminton)
Pour les articles homonymes, voir Lauren Smith.
Lauren Smith, née le 26 septembre 1991, est une joueuse de badminton anglaise. Elle a représenté l'Angleterre dans les épreuves de double dames et par équipes mixtes aux Jeux du Commonwealth de 2014, où elle a remporté respectivement une médaille de bronze et une médaille d'argent. En 2016, elle a représenté la Grande-Bretagne aux Jeux olympiques d'été de Rio de Janeiro, au Brésil.
Elle a remporté les médailles d'or en double dames aux championnats nationaux de badminton d'Angleterre en 2013 et 2014 avec Gabby Adcock, puis en 2015 et 2016 avec Heather Olver.
En 2019, elle s'est qualifiée pour représenter la Grande-Bretagne aux Jeux européens en double dames avec Chloe Birch et en double mixte avec Marcus Ellis. Elle a remporté la médaille d'argent en double dames et la médaille d'or en double mixte.

## Carrière
Lauren Smith a commencé le badminton à l'âge de 7 ans au club de badminton de Carlisle avec ses parents. Sa mère, Nicola Highmore, était son premier entraîneur.
Lauren Smith a participé aux Jeux olympiques d'été de 2020 en double dames avec Chloe Birch et en double mixte avec Marcus Ellis. Elle a été éliminée respectivement en phase de poules et en quarts de finale.

## Palmarès

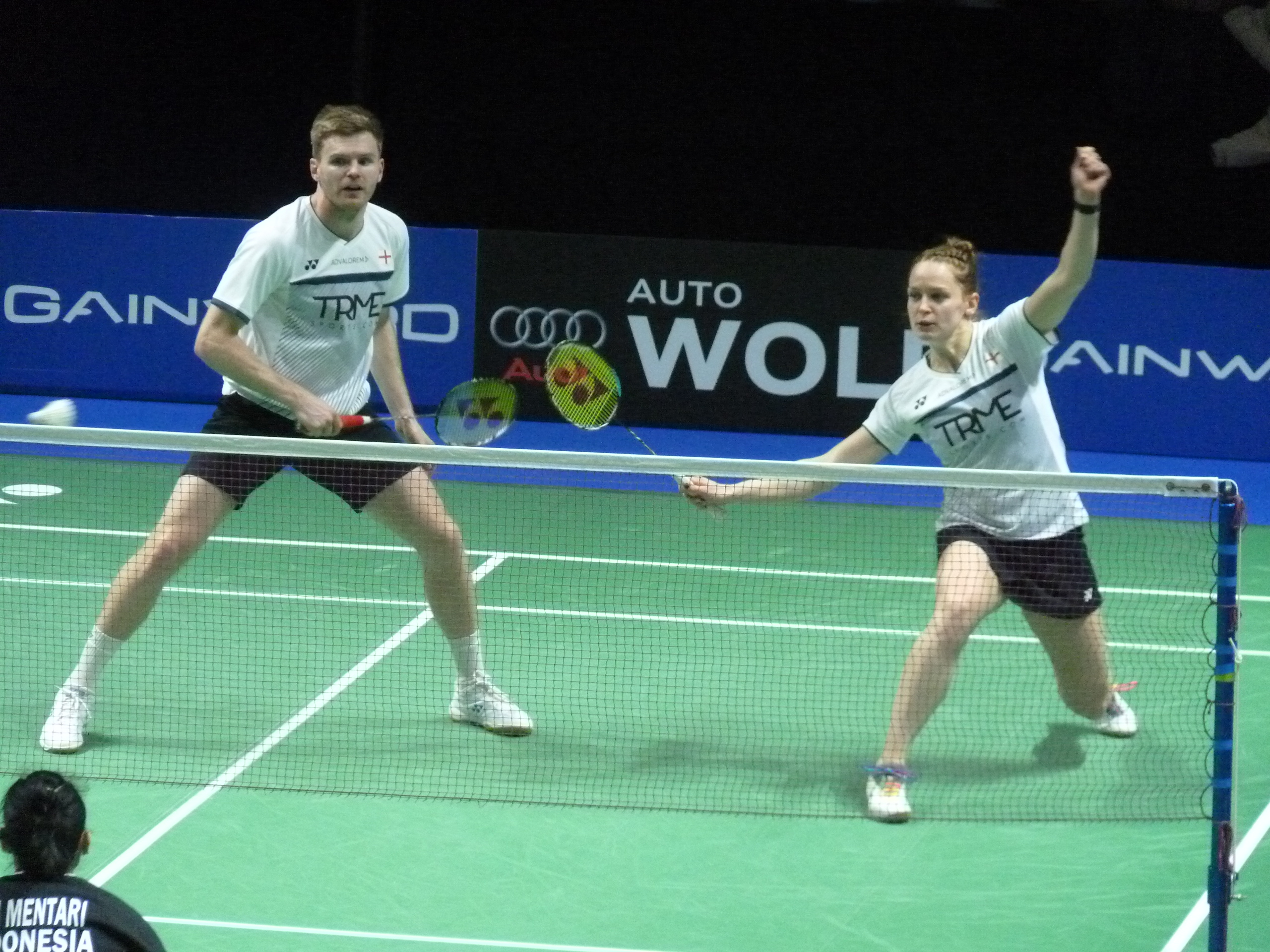
Marcus Ellis et Lauren Smith à l'Open d'Allemagne 2022

### Jeux du Commonwealth

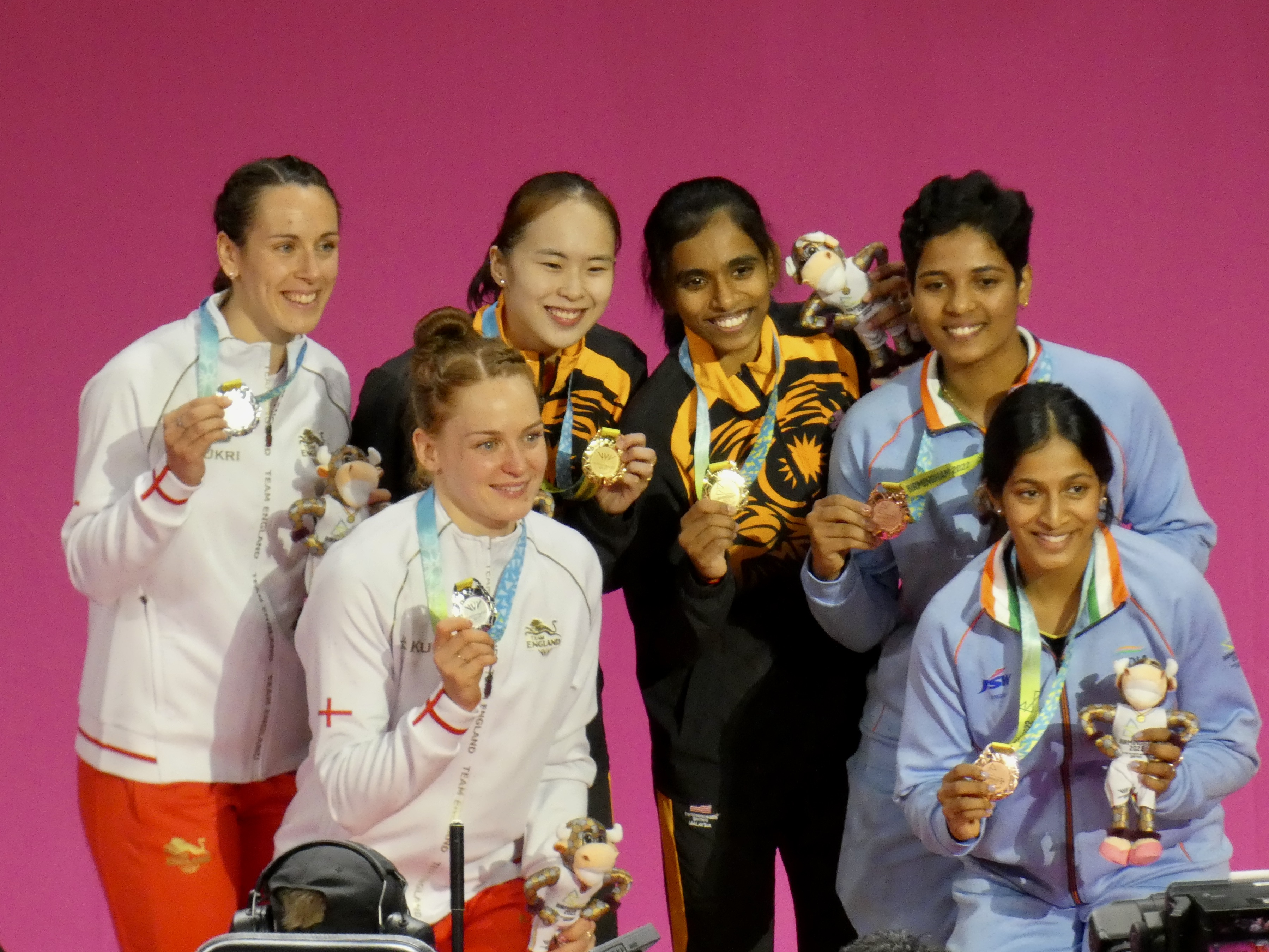
Les six médaillées du double dames aux Jeux du Commonwealth de 2022 à Birmingham. De gauche à droite : Chloe Birch et Lauren Smith (Angleterre), Pearly Tan et Thinaah Muralitharan (Malaisie), Treesa Jolly et Gayathri Gopichand (Inde).

Double dames
| Année | Lieu                                                            | Partenaire       | Adversaire                      | Score               | Résultat |
| ----- | --------------------------------------------------------------- | ---------------- | ------------------------------- | ------------------- | -------- |
| 2014  | Emirates Arena, Glasgow, Écosse                                 | Gabrielle Adcock | Lai Pei Jing Lim Yin Loo        | 16-21, 21-15, 21-16 | Bronze   |
| 2018  | Centre de sports et de loisirs de Carrare, Côte d'Or, Australie | Sarah Walker     | Chow Mei Kuan Viviane Hoo       | 12-21, 12-21        | Argent   |
| 2022  | Centre national des expositions, Birmingham, Angleterre         | Chloe Birch      | Pearly Tan Thinaah Muralitharan | 5-21, 8-21          | Argent   |

Doubles mixtes
| Année | Lieu                                                            | Partenaire   | Adversaire                | Score               | Résultat |
| ----- | --------------------------------------------------------------- | ------------ | ------------------------- | ------------------- | -------- |
| 2018  | Centre de sports et de loisirs de Carrare, Côte d'Or, Australie | Marcus Ellis | Chris Adcock Gabby Adcock | 21-19, 17-21, 16-21 | Argent   |
| 2022  | Centre national des expositions, Birmingham, Angleterre         | Marcus Ellis | Terry Hee Tan Wei Han     | 16-21, 15-21        | Argent   |

### Jeux européens
Double dames
| Année | Lieu                                 | Partenaire  | Adversaire                | Score               | Résultat |
| ----- | ------------------------------------ | ----------- | ------------------------- | ------------------- | -------- |
| 2019  | Club des Faucons, Minsk, Biélorussie | Chloe Birch | Selena Piek Cheryl Seinen | 21-14, 13-21, 15-21 | Argent   |

Doubles mixtes
| Année | Lieu                                 | Partenaire   | Adversaire                   | Score               | Résultat |
| ----- | ------------------------------------ | ------------ | ---------------------------- | ------------------- | -------- |
| 2019  | Club des Faucons, Minsk, Biélorussie | Marcus Ellis | Chris Adcock Gabby Adcock    | 21-14, 21-9         | Or       |
| 2023  | Arena Jaskółka, Tarnow, Pologne      | Marcus Ellis | Thom Gicquel Delphine Delrue | 18-21, 21-14, 18-21 | Bronze   |

### Championnats d'Europe
Double dames
| Année | Lieu                                 | Partenaire   | Adversaire                     | Score        | Résultat |
| ----- | ------------------------------------ | ------------ | ------------------------------ | ------------ | -------- |
| 2017  | Arène de Sydbank , Kolding, Danemark | Sarah Walker | Gabriela Stoeva Stefani Stoeva | 15-21, 15-21 | Bronze   |
| 2021  | Palais des Sports, Kiev, Ukraine     | Chloe Birch  | Gabriela Stoeva Stefani Stoeva | 14-21, 19-21 | Argent   |

Doubles mixtes
| Année | Lieu                                               | Partenaire   | Adversaire                              | Score               | Résultat |
| ----- | -------------------------------------------------- | ------------ | --------------------------------------- | ------------------- | -------- |
| 2018  | Palais des Sports Carolina Marín , Huelva, Espagne | Marcus Ellis | Mathias Christiansen Christine Pedersen | 16-21, 21-19, 12-21 | Bronze   |
| 2021  | Palais des Sports, Kiev, Ukraine                   | Marcus Ellis | Rodion Alimov Alina Davletova           | 21-11, 16-21, 15-21 | Argent   |

### Championnats d'Europe juniors
Doubles mixtes
| Année | Lieu                                                    | Partenaire  | Adversaire               | Score       | Résultat |
| ----- | ------------------------------------------------------- | ----------- | ------------------------ | ----------- | -------- |
| 2009  | Centre Technique Fédéral - Palabadminton, Milan, Italie | Ben Stawski | Jacco Arends Selena Piek | 6-21, 14-21 | Bronze   |

### BWF World Tour (6 titres, 4 finales)
Double dames
| Année | Tournoi           | Niveau    | Partenaire  | Adversaire                | Score        | Résultat  |
| ----- | ----------------- | --------- | ----------- | ------------------------- | ------------ | --------- |
| 2019  | Masters d'Orléans | Super 100 | Chloe Birch | Hsu Ya-ching Hu Ling-fang | 21-18, 21-17 | Gagnant   |
| 2019  | SaarLorLux Open   | Super 100 | Chloe Birch | Liu Xuanxuan Xia Yuting   | 16-21, 13-21 | Finaliste |

Doubles mixtes
| Année | Tournoi                 | Niveau    | Partenaire   | Adversaire                            | Score               | Résultat  |
| ----- | ----------------------- | --------- | ------------ | ------------------------------------- | ------------------- | --------- |
| 2018  | Open de Suisse          | Super 300 | Marcus Ellis | Mark Lamsfuss Isabelle Herttrich      | 20-22, 19-21        | Finaliste |
| 2018  | Open du Canada          | Super 100 | Marcus Ellis | Mark Lamsfuss Isabelle Herttrich      | 21-13, 21-4         | Gagnant   |
| 2018  | Masters d'Espagne       | Super 300 | Marcus Ellis | Nicolas Nohr Sarah Thygesen           | 19-21, 17-21        | Finaliste |
| 2018  | Open des Pays-Bas       | Super 100 | Marcus Ellis | Thom Gicquel Delphine Delrue          | 21-15, 21-15        | Gagnant   |
| 2018  | SaarLorLux Open         | Super 100 | Marcus Ellis | Lu Kai Chen Lu                        | 19-21, 21-18, 21-10 | Gagnant   |
| 2018  | Open d'Écosse           | Super 100 | Marcus Ellis | Jacco Arends Selena Piek              | 13 à 6 retraités    | Gagnant   |
| 2019  | Syed Modi International | Super 300 | Marcus Ellis | Rodion Alimov Alina Davletova         | 18-21, 16-21        | Finaliste |
| 2020  | Masters de Thaïlande    | Super 300 | Marcus Ellis | Hafiz Faizal Gloria Emanuelle Widjaja | 21-16, 13-21, 21-16 | Gagnant   |

### Grand Prix BWF (1 titre, 2 finales)
Double dames
| Année | Tournoi        | Partenaire    | Adversaire                       | Score        | Résultat  |
| ----- | -------------- | ------------- | -------------------------------- | ------------ | --------- |
| 2014  | Open d'Écosse  | Heather Olver | Gabriela Stoeva Stefani Stoeva   | 7-21, 15-21  | Finaliste |
| 2016  | Open du Canada | Heather Olver | Setyana Mapasa Gronya Somerville | 15-21, 16-21 | Finaliste |

Doubles mixtes
| Année | Tournoi           | Partenaire   | Adversaire               | Score        | Résultat |
| ----- | ----------------- | ------------ | ------------------------ | ------------ | -------- |
| 2017  | Open des Pays-Bas | Marcus Ellis | Jacco Arends Selena Piek | 21-17, 21-18 | Gagnant  |

 tournoi BWF Grand Prix Gold
 tournoi BWF Grand Prix

### BWF International Challenge/Series (14 titres, 15 finales)
Double dames
| Year | Tournament               | Partner           | Opponent                                     | Score               | Result    |
| ---- | ------------------------ | ----------------- | -------------------------------------------- | ------------------- | --------- |
| 2010 | Portugal International   | Alexandra Langley | Steffi Annys Severine Corvilain              | 13–21, 21–13, 21–18 | Gagnant   |
| 2011 | Portugal International   | Alexandra Langley | Helen Davies Alyssa Lim                      | 14–21, 21–14, 21–17 | Gagnant   |
| 2011 | Turkiye Open             | Alexandra Langley | Gabriela Stoeva Stefani Stoeva               | 14–21, 21–16, 10–21 | Finaliste |
| 2011 | Welsh International      | Alexandra Langley | Ng Hui Ern Ng Hui Lin                        | 16–21, 14–21        | Finaliste |
| 2012 | Denmark International    | Gabrielle White   | Line Damkjær Kruse Marie Røpke               | 18–21, 19–21        | Finaliste |
| 2012 | Welsh International      | Gabrielle White   | Jillie Cooper Kirsty Gilmour                 | 21–7, 21–14         | Gagnant   |
| 2014 | Welsh International      | Heather Olver     | Sophie Brown Kate Robertshaw                 | 21–11, 21–17        | Gagnant   |
| 2015 | Austrian International   | Heather Olver     | Suci Rizky Andini Maretha Dea Giovani        | 14–21, 21–23        | Finaliste |
| 2015 | Orleans International    | Heather Olver     | Gabriela Stoeva Stefani Stoeva               | 20–22, 21–16, 9–21  | Finaliste |
| 2015 | Finnish Open             | Heather Olver     | Delphine Lansac Émilie Lefel                 | 21–13, 23–21        | Gagnant   |
| 2015 | Kharkiv International    | Heather Olver     | Jongkongphan Kittiharakul Rawinda Prajongjai | 18–21, 15–21        | Finaliste |
| 2015 | Welsh International      | Heather Olver     | Gabriela Stoeva Stefani Stoeva               | 10–21, 20–22        | Finaliste |
| 2015 | USA International        | Heather Olver     | Puttita Supajirakul Sapsiree Taerattanachai  | 18–21, 21–19, 21–19 | Gagnant   |
| 2016 | Orleans International    | Heather Olver     | Delphine Delrue Léa Palermo                  | 21–19, 21–8         | Gagnant   |
| 2016 | Peru International       | Heather Olver     | Johanna Goliszewski Carla Nelte              | 18–21, 21–19, 19–21 | Finaliste |
| 2016 | Belgian International    | Chloe Birch       | Julie Finne-Ipsen Rikke Søby Hansen          | 24–22, 18–21, 21–18 | Gagnant   |
| 2016 | Czech International      | Sarah Walker      | Mariya Mitsova Petya Nedelcheva              | 21–12, 21–18        | Gagnant   |
| 2017 | Czech Open               | Sarah Walker      | Erina Honda Nozomi Shimizu                   | 13–21, 21–14, 16–21 | Finaliste |
| 2018 | Czech Open               | Chloe Birch       | Émilie Lefel Anne Tran                       | 21–14, 21–14        | Gagnant   |
| 2019 | Denmark International    | Chloe Birch       | Saori Ozaki Akane Watanabe                   | 13–21, 18–21        | Finaliste |
| 2019 | Azerbaijan International | Chloe Birch       | Ekaterina Bolotova Alina Davletova           | 21–18, 21–12        | Gagnant   |
| 2019 | Kharkiv International    | Chloe Birch       | Rachel Honderich Kristen Tsai                | 21–14, 21–18        | Gagnant   |
| 2022 | Dutch Open               | Chloe Birch       | Debora Jille Cheryl Seinen                   | 10–5 retired        | Finaliste |
| 2022 | Welsh International      | Chloe Birch       | Margot Lambert Anne Tran                     | 21–9, 14–21, 9–21   | Finaliste |

Doubles mixtes
| Année | Tournoi                  | Partenaire   | Adversaire                         | Score              | Résultat  |
| ----- | ------------------------ | ------------ | ---------------------------------- | ------------------ | --------- |
| 2011  | Portugal International   | Ben Stawski  | Robin Middleton Alexandra Langley  | 23-25, 19-21       | Finaliste |
| 2011  | Open de Turquie          | Ben Stawski  | Chris Coles Jessica Fletcher       | 21-19, 21-13       | Gagnant   |
| 2012  | Open de Pologne          | Ben Stawski  | Nathan Robertson Jenny Wallwork    | 15-21, 11-21       | Finaliste |
| 2017  | Italienne Internationale | Marcus Ellis | Ben Lane Jessica Pugh              | 21-16, 19-21, 4-21 | Finaliste |
| 2023  | International belge      | Marcus Ellis | Mikkel Mikkelsen Rikke Soby Hansen | 21-18, 21-15       | Gagnant   |

## Championnats de France d'interclubs
Lauren Smith fait partie de l'équipe 1 du Club de badminton de Chambly aux Championnats de France d'interclubs (Top 12) depuis 2018.

## Vie privée
Lauren Smith est en couple avec son partenaire de double mixte, Marcus Ellis, depuis 2018 .